# Аф Ко
Аф Ко е американски писател, веган активист и създател на дигитално съдържание. Тя е автор на Racism as Zoological Witchcraft: A Guide to Getting Out (2019), съавтор на Aphro-ism: Essays on Pop Culture, Feminism, and Black Veganism from Two Sisters (2017) и създател на уебсайта Black Vegans Rock.

## Биотрафия
Аф Ко има по-голяма сестра, Сил. Тя е станала вегетарианка в гимназията. Тя има бакалавърска степен по изследвания на жените и пола и магистърска степен по комуникационни/медийни изследвания.

## Философия
Тя вярва, че „Расизмът използва концепцията за животинското като средство за потискане на всяко същество, което не се счита за „човек“. Аф Ко възразява срещу обичайните сравнения на експлоатация на животни с поробването на хората.

## Black Vegans Rock
Популярното мнение, което предизвиква раздразнение е, че само белите хора са вегани, Алф Ко създава списък на 100 тъмни вегани в уебсайт, Black Vegans Rock. Huffington Post отбеляза през 2016 г., че „търсенето на фразата „вегани“ в Google дава безброй изображения предимно на млади, усмихнати бели хора“ и че тогавашното първо изображение на цветнокож човек е снимка на гладно дете с надпис „Когато ти ядеш месо, тя не яде“, което очертава проблема с привилегиите на богатите бели хора. Тя възнамерява списъкът и уебсайтът да „променят масовия разказ“, че веганството не е за чернокожите. През 2019 г. PETA заяви, че чрез сайтът ѝ „може да се каже, че е е направила повече, за да даде глас на чернокожите вегани, отколкото всяка друга медия днес“.
Тя е автор на Racism as Zoological Witchcraft: A Guide to Getting Out , което е описано от Британския център за закон за животните като „Установявайки връзката между превъзходството на белите и използването на животни, Алф Ко настоява за нова форма на съпротива. Възприемайки интердисциплинарният подход, където двете отделни движения се предполага, че се „срещат“, тя поставя многоизмерен ъгъл, който признава неразделимостта на идеологиите от самото начало.
Заедно със сестра си Сил Ко, пише Aphro-ism: Essays on Pop Culture, Feminism, and Black Veganism from Two Sisters Афроизмът е описан от Black Youth Project като „концептуализиране на веганството по начин, който децентрира белотата и критикува пресечната точка на колониализма, расовото мислене и животинския живот“. Според Black Youth Project, „сестрите Ко твърдят, че животинството е главна концепция, която е допринесла за потисничеството на всяка група, която се отклонява от белия расистки идеал за битие – бял Хомо сапиенс.“
- 2015 г. Награда за антирасистка промяна на годината, Sistah Vegan Project[5]

## Личен живот
Аф Ко живее във Флорида.